# توم وجيري: الانطلاق إلى المريخ
توم وجيري: الانطلاق الى المريخ هو فيلم رسوم متحركة وخيال علمي كوميدي ومغامرة أمريكي صدر عام 2005 من بطولة الثنائي القط توم والفأر جيري . من إنتاج شركة وارنر براذرز للرسوم المتحركة وشركة تيرنر إنترتينمنت ، وهو ثاني فيلم مخصص للفيديو لتوم وجيري .
تم إصدار الفيلم على أقراص DVD وVHS في تاريخ 18 يناير 2005، وعلى أقراص Blu-ray في 16 أكتوبر 2012  جنبًا إلى جنب مع توم وجيري: السريع والمكسو بالفراء (الذي كتبه وأخرجه أيضًا بيل كوب )، تزامن إصدار الفيلم مع الذكرى الخامسة والستين لظهور فريق القط والفأر لأول مرة في عام 1940  كما وإنه أول عمل فردي لجوزيف باربيرا لتوم وجيري بدون شريكه ويليام هانا ، الذي توفي في 22 مارس 2001.

## الحبكة
يطارد توم جيري كالعادة من منزلهم وعبر المدينة حتى يصلوا إلى "محطة الفضاء الدولية"، حيث يتجه رائدا الفضاء باز بليستر وبيف بازارد إلى المريخ . في هذه العملية، تم القبض على توم وجيري أثناء الخطاب (أسيء فهمهما في البداية على أنهما فضائيان بسبب إصابة توم بالطلاء الأخضر خلف الكواليس) وحاول الموظفون القبض عليهما، ولكن تم القبض على توم فقط وطرده. أثناء اختبار الطعام المجفف ، يسقط جيري كوبًا في هذه العملية، مما يؤدي إلى انتشار الطعام في كل مكان في انفجار. بعد فترة وجيزة، يحاول طاقم العمل القبض على جيري، ولكن بعد أن اكتشفوا أن توم فقط هو من يمكنه الإمساك به، أعادوه إلى القاعدة وأعطوه مهمة للقضاء على جيري. أثناء المطاردة، يهبط الثنائي على متن الصاروخ، وينتهي بهما الأمر في المريخ، حيث يُترك توم وجيري وراءهما. تصل أنثى فضائية خضراء اللون تُدعى بييب مع كلب فضائي يدعى يوبو وثلاثة آخرين من سكان المريخ، كلهم بحجم جيري ، ويتم نقل جيري بعد ذلك إلى مخبأ المريخ حيث يُعتقد بالخطأ أنه "غلوب العظيم". بعد الكثير من الكوارث واكتشاف أن جيري ليس "العظيم غلوب"، يختطف توم وجيري وبيب طبقًا طائرًا حتى يتمكنوا من الهرب والعودة إلى الأرض وتحذير الجميع من هجوم محتمل من قبل المريخيين.
ولكن قبل ان يتمكن توم وجيري من العودة الى الارض كان قد سبقهم المريخين، وفي الارض يقام حفل برجوع رائدا الفضاء من المريخ فيه يسأل احد الصحفين باز اذا كانت توجد حياة على المريخ، فيجيبه باز بانه لا وجود للحياة على المريخ. وفي نفس الوقت يصل المريخيون ويقومون بتحويل الناس الى رماد، لكن اتى توم وجيري وبيب وانقذا الارض من المريخين واعادا كل من تحول رماداً الى طبيعته، لكن روبوت مكنسة كهربائية برتقالي عملاق يُدعى "Invince-a-tron" يصل في النهاية إلى الأرض ويبدأ في امتصاص الجميع بمكنسته. قام توم وجيري وبيب في النهاية بتدمير Invince-a-tron باستخدام عظمة ادخلها جيري في عقل الروبوت مما دفع سبايك الى الدخول داخل الروبوت وتدميره غاية الحصول على عظمته.
في أعقاب ذلك، تمت مكافأة توم وجيري بسيارة هامر من قبل الرئيس الأمريكي لإنقاذ الأرض من التدمير على يد المريخين. ومع ذلك، قبل أن يتمكنوا من قيادتها، تعرضوا للهجوم مرة أخرى من قبل Invince-a-tron الذي تم إصلاحه وسيطر عليه سبايك، والذي تعهد بالانتقام منهم لتدمير عظمته. تعود بيب إلى الأرض في صحنٍ طائر وتنقذ جيري، لكن جيري يترك توم خلفه ليطارده الروبوت الذي يتحكم فيه سبايك. في الخاتمة، يقوم رائدا الفضاء بيف و باز بتنظيف الفوضى كعقاب على كذبهم بأنه لا توجد حياة على المريخ. وسرعان ما بدأوا في الجدال والقتال حول هذا الأمر بينما لا يزال توم المرعوب يلاحق من قبل Invince-a-tron الذي يتحكم فيه سبايك الى غروب الشمس.

## طاقم الصوت
- بيل كوب في دور توم القط وبريس جاي رقم 1
- كاثرين فيوري في دور بيب وبريس كيرل
- فرانك ويلكر في دور سبايك الكلب وأوبو
- جيف بينيت في دور الدكتور جلوكمان وحارس المريخ رقم 1 والرئيس
- كوري بيرتون في دور عالم المريخ وحارس المحكمة والعيون عند البوابة
- براد جاريت في دور القائد بريستل وحارس المريخ رقم 3
- جيس هارنيل في دور رائد الفضاء باز والجنرال المريخي والعامل رقم 3
- توم كيني في دور جروب وحارس المريخ رقم 2 والبستاني رقم 1
- روب بولسن في دور صوت الكمبيوتر والصبي والعامل رقم 1 والعامل رقم 2
- بيلي ويست في دور رائد الفضاء بيف بوزاردز وكينغ ثينج والبستاني رقم 2

## الإنتاج
وفقًا لبيل كوب، مخرج وكاتب الفيلم، تم تصور الفيلم وكتابته في عام 2003 جنبًا إلى جنب مع توم وجيري: السريع والمكسو بالفراء ؛  وتم الإعلان عن الفيلم بواسطة Business Wire في 22 نوفمبر 2004  وتم تحريك الفيلم بواسطة تون سيتي في الفلبين .

### الشاشة العريضة
كان هذا أول فيلم لتوم وجيري يتم تصويره على شاشة عريضة وأول فيلم يتم تصويره بتنسيق عالي الوضوح ، على الرغم من أن قرص DVD للمنطقة 1 والإصدار الأمريكي من Boomerang كانا في وضع ملء الشاشة (اقتصاص يسار ويمين الفيلم)، ولكن لا يتم التحريك والمسح الضوئي لأن الكاميرا تظل مباشرة في وسط الصورة. مثل البرامج التلفزيونية التي تم تصويرها بدقة عالية والأفلام الأخرى التي تم تصويرها بدقة عالية، فإن الشاشة التي كان فريق الرسوم المتحركة سيعمل عليها ستحتوي على مناطق آمنة بنسبة 16:9 و4:3 بحيث لا يتم اقتطاع كثيرًا من أي عناصر مرئية مهمة (مثل الشخصيات) في نسخة الشاشة الكاملة. ومع ذلك، تم بث الفيلم على شاشة عريضة على شبكة كرتون نتورك في الولايات المتحدة وتم إصداره على الشاشة العريضة على المنطقة A Blu-ray.